# Alessandro Abbio
Alessandro Abbio (Racconigi, 13 marzo 1971) è un ex cestista e allenatore di pallacanestro italiano.
Soprannominato "Picchio" o "Tiramolla", spesso indicato durante le telecronache RAI anche come "il golden boy di Racconigi", ricopriva il ruolo di guardia

## Carriera

### Giocatore

#### Club

Abbio premiato dopo la conquista dell'Eurolega 2000-2001

Iniziò a giocare a basket all'età di 8 anni, e crebbe a Bra nell'Abet Basket prima di essere prelevato dall'Auxilium Torino nel 1988. Con la formazione gialloblu esordì in Serie A1 il 28 dicembre 1988, all'età di solamente 17 anni. In totale le stagioni di Abbio sotto la Mole furono sei, di cui quattro trascorse in Serie A1 e due in Serie A2. Durante il suo sesto e ultimo anno con i piemontesi, Abbio era già stato acquistato dalla Virtus Bologna nel corso dell'estate precedente, ma venne lasciato maturare in B per un'annata 1993-94 da lui conclusa con 47.2 punti di media e il 100% al tiro da tre.
Nell'estate 1994 entrò a far parte a tutti gli effetti della rosa della Virtus allenata da Alberto Bucci, con cui vinse lo scudetto già al suo primo anno. Nelle prime due stagioni con la maglia delle vu nere partì perlopiù dalla panchina, mentre dalla stagione 1996-97 iniziò a disputare la maggior parte delle partite in quintetto base. L'arrivo in panchina di Ettore Messina – avvenuto in vista della stagione 1997-98 – rivoluzionò il roster bianconero che vide tra gli altri il ritorno della guardia Predrag Danilović, tuttavia Abbio fu tra i pochi ad essere confermato. Utilizzato da coach Messina anche nel ruolo di playmaker oltre che in quello di guardia, Abbio contribuì alla conquista dello scudetto 1998 con 8,7 punti segnati in 24,8 minuti di utilizzo in regular season, che diventarono 12,2 punti e 30,1 minuti nei play-off. Nello stesso anno i felsinei salirono anche sul tetto d'Europa: nella finale di Barcellona vinta 58-44 contro l'AEK Atene, Abbio fu autore di 6 punti.
Nell'ottobre del 2000, a due giorni dall'inizio del campionato, ereditò il ruolo di capitano lasciato vacante dalla partenza di Augusto Binelli. La stagione terminò con una nuova accoppiata scudetto-Eurolega, oltre che con la conquista della Coppa Italia. In campionato Abbio concluse la regular season con 10,4 punti di media, poi diventati 11,3 in una fase play-off che vide i bianconeri imbattuti in tutte le partite, incluse le finali vinte 3-0 contro i concittadini della Fortitudo Bologna. In campo europeo invece la Kinder ebbe la meglio sugli spagnoli del TAU Vitoria: nella decisiva gara 5 finita 82-74 per i padroni di casa bolognesi, l'apporto di Abbio fu di 4 punti in 18 minuti.
La stagione 2001-02 si rivelò più travagliata, non solo per i minori risultati ottenuti dalla Virtus sul campo: a dicembre infatti Abbio venne indotto a lasciare il ruolo di capitano a seguito di un fatto che i media descrissero come un alterco con il compagno di squadra Marko Jarić, a cui si sarebbe poi aggiunto qualche altro contrasto con coach Messina.
Nell'aprile del 2002 risolse il contratto che lo legava alla Virtus e approdò in Spagna, al Valencia, dove rimase fino al 2004 senza brillare particolarmente, anche a causa di due infortuni. Nel 2004 passò al CB Granada.
Nella stagione 2005-06 tornò in Italia per giocare un'ultima stagione in Serie A, questa volta con la canotta del Basket Livorno. Chiuse quel campionato con 7,1 punti all'attivo in 22,1 minuti di media.
Nell'estate 2006 scese in In quell'annata Serie B d'Eccellenza firmando con l'Everlast Firenze. Saltò buona parte della prima metà della stagione a causa di un infortunio, poi giocò i play-off e, di nuovo, ad inizio stagione 2007-08 dovette essere operato al ginocchio. L'8 maggio del 2008 rescisse consensualmente il contratto con la squadra fiorentina e, complici i problemi fisici, annunciò ufficialmente il suo ritiro dalla pallacanestro giocata.

#### Nazionale
Giocò la sua prima partita con la Nazionale maggiore in un'amichevole del 1992 contro la Cecoslovacchia, chiamato dall'allora CT Sandro Gamba. La prima manifestazione maggiore a cui partecipò fu tuttavia l'Europeo 1995, convocato dal CT Ettore Messina che in seguito diventerà suo allenatore alla Virtus. Sotto la guida tecnica di Messina, Abbio fu anche tra i dodici convocati che vinsero la medaglia d'argento all'Europeo 1997 in Spagna e tra quelli che vinsero la medaglia d'oro al successivo Europeo 1999 in Francia. Nel 2000 prese parte alla spedizione azzurra alle Olimpiadi di Sydney 2000. Questa fu l'ultima grande competizione a cui partecipò con l'Italia: lottò anche per ottenere un posto alle Olimpiadi di Atene 2004, ma il fatto di non riuscire a recuperare al meglio da un piccolo infortunio ne pregiudicò le speranze.
Esordio: 11 febbraio 1992, Siena, Italia-Rep. Ceca 75-57
Vestì la maglia della Nazionale maggiore per 150 volte, segnando complessivamente 1 082. Durante questo periodo vinse:
- 1994: Argento ai Goodwill Games
- 1997: Argento al Campionato europeo
- 1999: Oro al Campionato europeo

Disputò inoltre:
- 1995: Campionato Europeo di Atene, concluso al 5º posto
- 1998: Mondiale di Atene, concluso al 6º posto
- 2000: Olimpiade di Sydney, conclusa al 5º posto

### Allenatore
Dopo il ritiro, intraprese l'attività di allenatore. Ha allenato, rispettivamente, le giovanili della Polisportiva Monte San Pietro, dell'Atletico Borgo Panigale, della Polisportiva Masi Casalecchio di Reno, dei Centri Tecnici Federali (CTF) per la FIP Piemonte e dell'Abet Basketball Team 71 Bra.
Nel 2013-14 divenne assistente allenatore dell'Abet Basketball Team 71 Bra militante in Divisione Nazionale C, ma nel marzo 2014 venne promosso capo allenatore. Nel frattempo ha continuato a lavorare anche nei settori giovanili. A partire dal 2017 è stato assistente allenatore all'Olimpo Basket Alba in Serie B e contemporaneamente allenatore delle giovanili dello stesso club. Oltre a ciò, per un periodo è stato assistente di Eugenio Dalmasson sulla panchina dell'Italia under 20.
Nel luglio del 2020 venne annunciato il suo ritorno alla Virtus Bologna dopo le otto stagioni da giocatore, questa volta nelle vesti di responsabile tecnico del settore giovanile.

## Palmarès

### Club
- Campionato italiano: 3

Virtus Bologna: 1994-1995, 1997-1998, 2000-2001
- Supercoppa italiana: 1

Virtus Bologna: 1995
- Coppa Italia: 4

Virtus Bologna: 1997, 1999, 2001, 2002
- Coppa dei Campioni - Eurolega: 2

Virtus Bologna: 1997-1998, 2000-2001
- ULEB Cup: 1

Valencia: 2002-2003

### Individuale
- MVP Supercoppa italiana: 1

Virtus Bologna: 1998